# Glâmbocel, Argeș
Glâmbocel este un sat în comuna Bogați din județul Argeș, Muntenia, România.